# Calyceraceae
Calyceraceae es una familia de plantas herbáceas anuales o perennes de regiones templadas o subtropicales de Suramérica que se incluye dentro del orden de las Asterales.
Tiene las hojas simples y alternas y las flores agrupadas en cabezas florales. Tienen cinco pétalos unidos.
Tiene 40 especies en 6 géneros.

## Géneros
- Acarpha
- Acicarpha
- Boopis
- Calycera
- Gamocarpha
- Moschopsis
- Nastanthus